# Moratoriu
Moratoriul (din latină moratorium) reprezintă o amânare de plată a datoriilor unui debitor, acordată de instanțele judecătorești înainte sau după declararea lui în stare de faliment sau o amânare cu caracter general a plății datoriilor publice sau particulare, acordată prin lege. De asemenea, reprezintă o amânare legală a executării obligațiilor financiare internaționale determinată de o situație excepțională (război, calamitate, criză economică etc.).
Daunele interese moratorii sunt despăgubirile bănești datorate de debitor ca urmare a prejudiciului suferit de creditor prin întârzierea în executarea obligației asumate prin contract. Spre deosebire de daunele compensatorii, daunele moratorii se cumulează cu executarea în natură pentru că ele acoperă doar prejudiciul suferit de întârzierea în executarea obligațiilor contractuale.
Prin extensie, în divertisment, un moratoriu se referă la practica de suspendare a vânzărilor de filme în format DVD după o anumită perioadă de timp. Un moratoriu creează urgență pentru persoanele interesate de a achiziționa un film, pentru a îl obține înainte de a deveni indisponibil. Practica de moratoriu forțează prețurile de vânzare să crească. Un efect secundar al procesului de moratoriu este faptul că DVD-urile cu filme, odată ce acestea sunt plasate pe moratoriu, devin obiecte de colecție. Un alt efect secundar, neintenționat, este acela că, deoarece nu există nicio modalitate de a achiziționa legal filme aflate în moratoriu, site-uri de video-sharing și torente au tendința de a prolifera distribuția acestor filme, în detrimentul studioului care a realizat filmul și a impus moratoriul. Disney este recunoscută ca fiind compania ce apelează cel mai des la moratorii.